# 鲍勃·奈特
鲍勃·奈特（英語：Bob Knight，1940年10月25日—2023年11月1日），美国篮球教练。他曾带领美国队获得1979年泛美运动会和1984年夏季奥运会篮球比赛男子金牌。他的儿子帕特·奈特同样也是篮球教练。在大学比赛中有902次胜利，全美邀请赛冠军，NCAA三次总冠军，麦克·沙舍夫斯基（K教练）是他的学生，伊塞亚·托马斯与史蒂夫·奥尔福德也是他的学生。